# Olsztyn

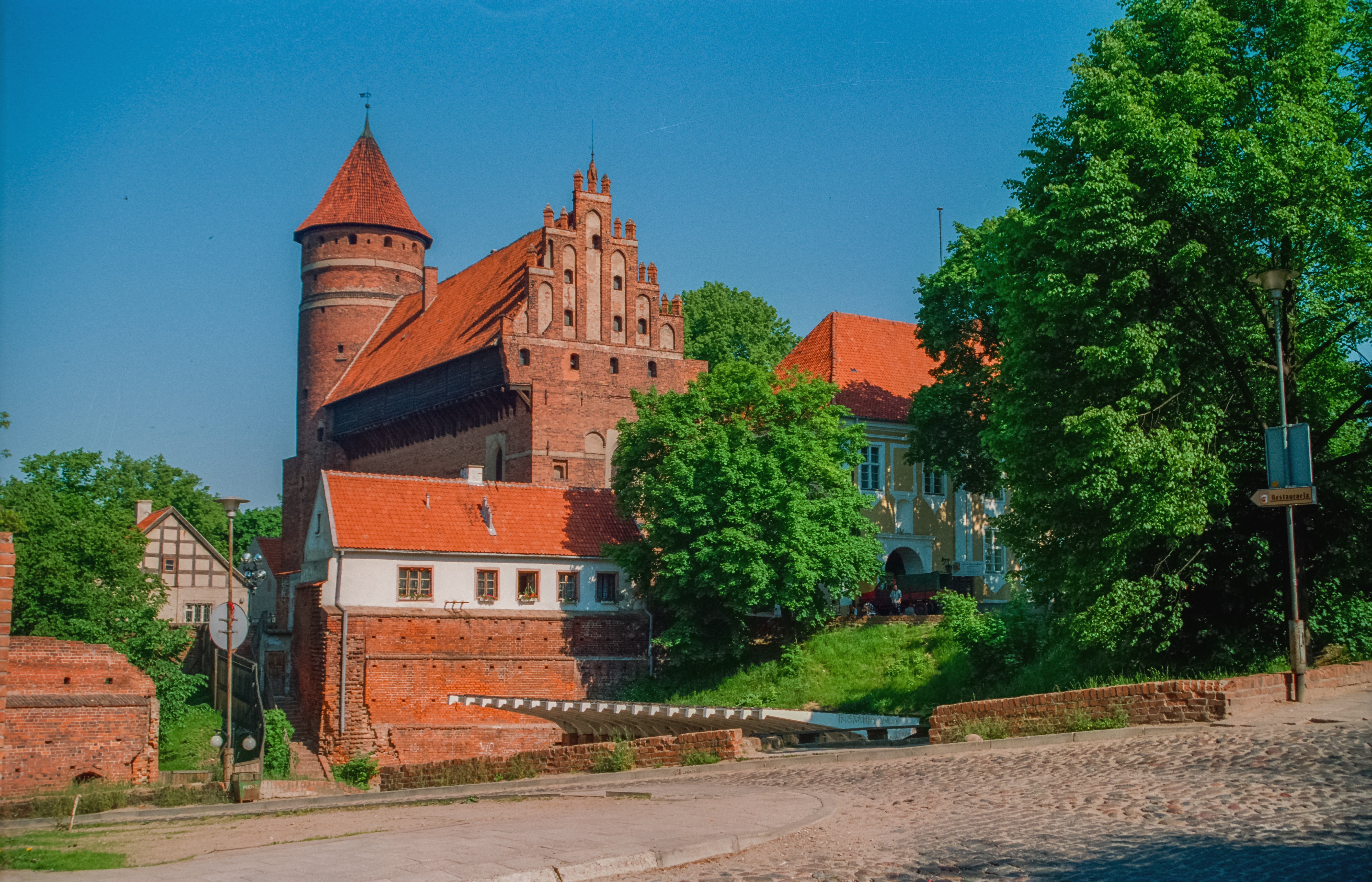
Burcht van Olsztyn

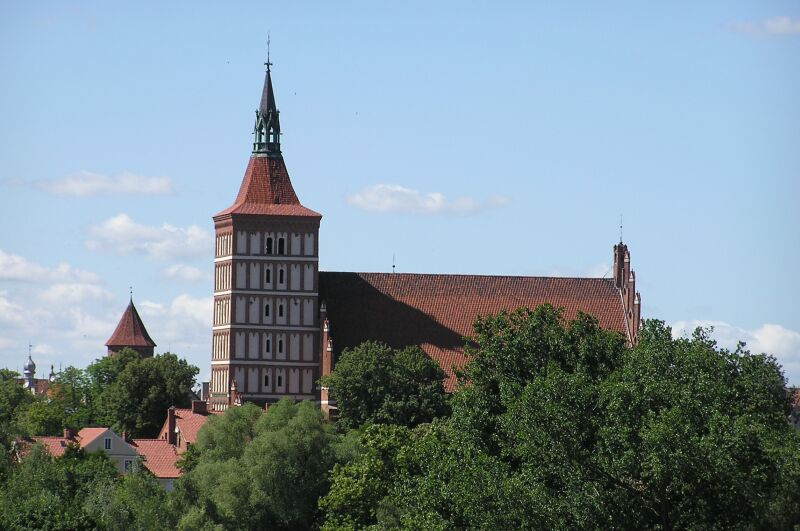
Sint-Jacobskerk

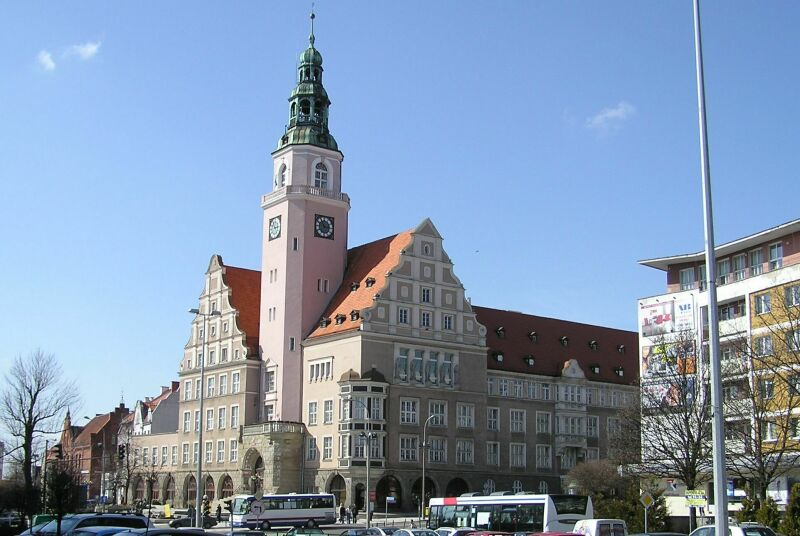
Stadhuis

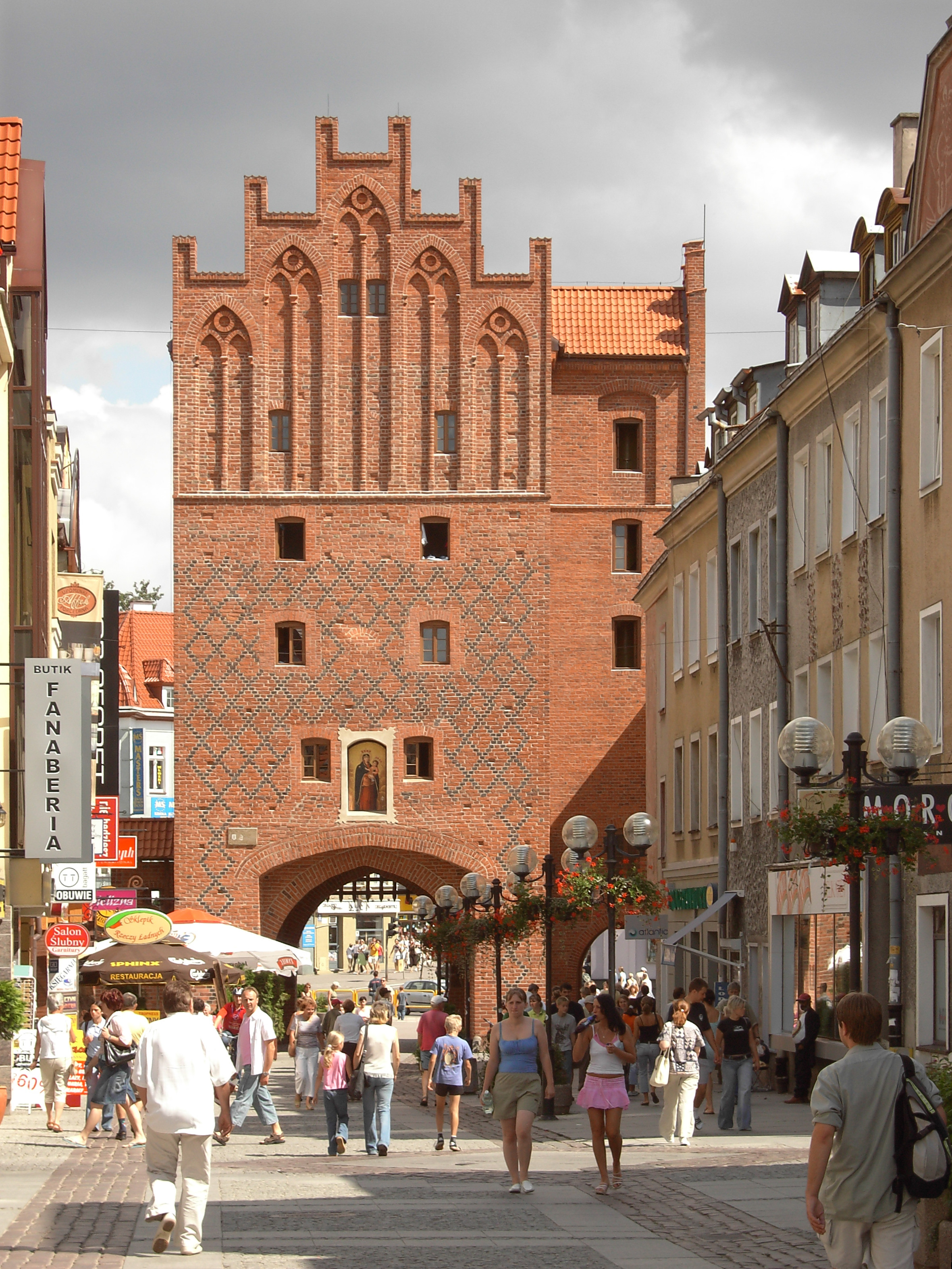
Stadspoort

Olsztyn (uitspraakⓘ; Duits: Allenstein) is een stad in het noordoosten van Polen. Het was de historische hoofdstad van de regio Ermland, in de provincie Oost-Pruisen. De stad ligt aan de rivier de Łyna en heeft 173.070 inwoners (2017). Olsztyn is de hoofdstad van het woiwodschap Ermland-Mazurië.

## Geschiedenis

### Bisschoppen, ridderorden en astronomen
Het huidige Olsztyn werd onder de naam Allenstein op 31 oktober 1353 aan de oever van de Alle (nu Pools: Łyna) gesticht. als een stad onder bescherming van de reeds door de Duitse Orde opgerichte burcht. Het stadje werd weldra de residentie van de administrator van het bisdom Ermland (Warmia) en het juridisch-administratieve centrum van het zuidelijk deel van dit bisdom, dat weer een onderdeel was van de Duitse Ordestaat Pruisen. Na voortdurende oorlogen tussen de Duitse Orde en de Poolse koningen, die haar gezag bestreden, moest ze in 1466 toestaan dat in 1478 de Ermlander bisschoppen een persoonlijke eed van trouw aan de Poolse kroon aflegden. Van 1516 tot 1519 werd het ambt van administrator vervuld door de neef van bisschop Lukas von Watzenrode: Nikolaus Koppernigk, onder de gelatiniseerde naam Copernicus als astronoom wereldbekend geworden.
De aanhoudende schermutselingen tussen Pruisen en Polen hadden het gebied sterk verarmd. In 1519 veroorzaakte de aanhoudende druk van de Poolse koning op de Duitse Orde om ook haar overige gebieden onder koninklijk gezag te schikken opnieuw een oorlog, waarbij Copernicus naar Frauenburg (Pools: Frombork) vluchtte. Hij kwam na de vredessluiting in 1521 weer terug in Allenstein en werd wegens zijn betuigde trouw aan de koning daar tot administrator van het bisdom Ermland benoemd. Zijn assistent was Tiedemann Giese die later bisschop zou worden. De politieke scheiding werd kort daarna ook religieus van aard toen in 1525 de Ordensridders tot het lutheranisme overgingen en hun Pruisische staat seculariseerden tot hertogdom. Sindsdien wees de Poolse koning aan hem getrouwe Polen aan als bisschopskandidaten, van wie de humanist Stanislaus Hosius de bekendste was.

### Het koninkrijk Pruisen
Tijdens de Eerste Poolse Deling in 1772 werd het in eeuwenlange stagnatie achtergebleven Allenstein bij het koninkrijk Pruisen gevoegd, waar het zijn functie als administratief en juridisch centrum behield, sinds 1905 als hoofdstad van het gelijknamige Regierungsbezirk dat een derde van het oppervlak van Oost-Pruisen besloeg. Na twee en een halve eeuw Poolse bisschoppen werd op aandringen van de Pruisische koning nu weer een Duitser benoemd op de bisschopsstoel: Karl von Hohenzollern-Hechingen, uit een katholieke tak van de koninklijke familie. Pas na 1870 toen de stad op het Duitse spoorwegnet werd aangesloten, groeide ze van enkele duizenden tot 30.000 inwoners. Ze bleef, ondanks toeloop uit geheel zuidelijk Oost-Pruisen (Mazurië), door een in meerderheid katholieke bevolking bewoond.
Bij de Vrede van Versailles eiste Polen in 1919 het gehele Regierungsbezirk Allenstein op omdat de bevolking er Poolstalig zou zijn, maar de geallieerden stelden als voorwaarde dat een volksraadpleging daarover zou beslissen. De bevolking koos met 98% voor verblijf bij Pruisen en Duitsland.
Ondanks de moeilijke economische omstandigheden groeide de stad tot 1940 verder naar 50.000 inwoners.

### 1945
De stad werd op 22 januari 1945 door het Rode Leger ingenomen, en daarbij voor een groot gedeelte in de as gelegd. Hierbij kwam het tot zware gewelddadige excessen, zoals verkrachtingen en massamoorden. Een bijzonder navrante gebeurtenis was het uitmoorden van alle patiënten in een inderhaast ingericht veldhospitaal. 
In de jaren vijftig werden bij werkzaamheden verschillende grotere en kleinere massagraven gevonden. Door brandstichtingen gingen nog eens meer dan duizend huizen verloren en, zoals in heel Oost-Pruisen, kwam ten gevolge van deze etnische zuiveringen een massale vluchtelingenstroom op gang. De gebeurtenissen uit deze periode werden door ooggetuigen, Sovjetmilitairen als Aleksandr Solzjenitsyn in zijn roman Oostpruisische Nachten, en ook door Lev Kopelev indringend beschreven. Hans von Lehndorff deed dat eveneens maar vanuit het perspectief van de vluchtende bewoners zelf in zijn Ostpreußisches Tagebuch. 

### Na 1945
Na de Tweede Wereldoorlog kwam Allenstein ten gevolge van het verdrag van Potsdam onder Pools bestuur. Het kreeg nu de Poolse naam Olsztyn, een in Polen al langer gebruikte benaming voor Allenstein. De stad werd de hoofdstad van de woiwodschap Olsztyn. 
De vroegere Duitse bevolking werd, voor zover ze niet al gevlucht waren, krachtens het verdrag van Potsdam uit de stad en de omringende regio verdreven. Slechts circa 7 procent van deze Duitse bewoners was het toegestaan in de nieuwe Poolse stad te blijven wonen. Dit betrof uitsluitend inwoners die konden bewijzen dat ze het Pools in voldoende mate beheersten om tot Pool geresocialiseerd te kunnen worden. Deze inwoners kwamen uit de dorpen ten zuiden van de stad waar de plattelandsbevolking nog steeds traditioneel een Pools dialect sprak, al was zij in 1945 verregaand verduitst. 
De laatste Sovjettroepen verlieten de stad in 1956. De Poolse autoriteiten stelden het ontvolkte Olsztyn open voor de verdreven Poolse bevolking uit de voor Polen verloren oostelijke provincies die op hun beurt waren geannexeerd door de Sovjet-Unie. Uiteindelijk zou de in 1945 vrijwel ontvolkte stad snel groeien, eerst door genoemde immigratie, later door de toestroom uit het omringende platteland. Op dit moment telt ze 175.000 inwoners. In 1999 werd Olsztyn de hoofdstad van de nieuwe woiwodschap Ermland-Mazurië en in hetzelfde jaar werd de Universiteit van Olsztyn-Mazurië gesticht.
Sinds de democratisering kent de stad ook een Allensteiner Gesellschaft Deutscher Minderheit ("Allensteiner vereniging voor de Duitse Minderheid") die de belangen van de overgebleven Duitse inwoners behartigt. Zij tellen nog maar enkele duizenden mensen, van wie een op de tien zich na 1990 officieel als Duitser heeft laten registreren.

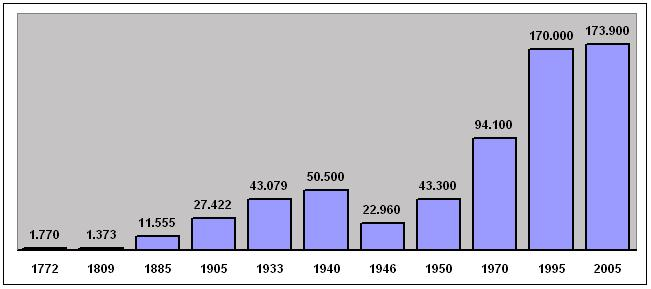
Demografische ontwikkeling

## Verkeer en vervoer
Het hoofdstation van de stad, Olsztyn Główny, is een verkeersknooppunt voor de regio. Er zijn verbindingen met diverse grote steden in Polen en met plaatsen in de regio.
Ten zuiden van de stad bevindt zich een vliegveld, Olsztyn-Mazury Airport, vroeger bekend als Szczytno-Szymany, een voormalige luchtmachtbasis. Deze is in 2014-2015 met EU subsidies gerenoveerd. In 2016 is het vliegveld heropend. Er zijn verbindingen met Londen, Dortmund, Krakau en Wrocław. 

## Sport en recreatie
Olsztyn is gelegen aan de Europese wandelroute E11, die loopt van Den Haag naar Tallinn. Ter plaatse komt de route vanuit het zuiden, vanuit Bartążek, loopt langs het centrum via de łyna en vervolgt via diezelfde Łyna richting Barkweda.
Verder is Olsztyn de thuisplaats van de voetbalclub Stomil Olsztyn, die tussen 1994 en 2002 in de Poolse hoogste klasse speelde. Voor de Tweede Wereldoorlog had de club drie voetbalclubs; SV Viktoria Allenstein, SV Hindenburg Allenstein en SV 1910 Allenstein. De clubs speelden in de schaduw van de clubs uit Koningsbergen, al kon Hindenburg wel enkele keren kampioen van Oost-Pruisen worden en ook op nationaal niveau aan de eindronde om de landstitel deelnemen.

## Geboren
- Hugo Haase (1863-1919), SPD-politicus, lid van de Rat der Volksbeauftragten, de overgangsregering tussen keizerrijk en Weimarrepubliek
- Erich Mendelsohn (1887-1953), expressionistisch architect
- Olga Desmond (1890-1964), naaktdanseres, actrice, model en levend standbeeld
- Fritz Freitag (1894-1945), Duits generaal
- Kurt Löwenstein (1925-2017), Duits-Amerikaans acteur en verzetsstrijder
- Juliusz Machulski (1955), filmregisseur
- Krzysztof Hołowczyc (1962), rallyrijder en politicus
- Zbigniew Małkowski (1978), voetballer
- Marek Rutkiewicz (1981), wielrenner
- Adrian Mierzejewski (1986), voetballer in het Poolse nationale team
- Kacper Kozłowski (1986), atleet
- Joanna Jędrzejczyk (1987), vechtssportster
- Filip Kurto (1991), voetballer
- Oskar Zawada (1996), voetballer

Stadsdistricten:
Elbląg · Olsztyn

Districten:
Bartoszyce · Braniewo · Działdowo · Elbląg · Ełk · Giżycko · Gołdap · Iława · Kętrzyn · Lidzbark Warmiński · Mrągowo · Nidzica · Nowe Miasto Lubawskie · Olecko · Olsztyn · Ostróda · Pisz · Szczytno · Węgorzewo

Grootste steden:
Bartoszyce · Działdowo · Elbląg · Ełk · Iława · Giżycko · Kętrzyn · Mrągowo · Ostróda · Olsztyn · Szczytno